# Università di Guam
L'Università di Guam (in chamorro Unibetsedåt Guåhan, abbreviata in U.O.G.), fondata nel 1952, è la più antica e grande università di Guam. Sebbene Guam sia un territorio non incorporato, funziona in modo simile ad un'università statale e i suoi programmi sono accreditati da agenzie di accreditamento statunitensi. Offre trentaquattro corsi di laurea di primo grado e undici di secondo grado.

## Storia
L'Università di Guam nacque nel 1952 come scuola biennale di formazione per insegnanti, sotto il nome di Territorial College of Guam, fondata dal governatore Carlton Skinner. Nel 1960, il college si trasferì nell'attuale campus nel distretto centrale di Mangilao. Nel 1965, ottenne l'accreditamento come istituto quadriennale per il rilascio di diplomi di laurea. Nel 1968, le iscrizioni avevano raggiunto i 1.800 studenti, mentre il personale e i docenti erano più di 130. Nel 1972 il Congresso degli Stati Uniti d'America la designò land-grant university.
Nel corso degli anni 70, l'attivista e pioniera dei diritti delle donne Maryly Van Leer Peck, docente dell'Università di Guam, fondò il Community Career College che divenne il Guam Community College.

### Presidenti[5]
- Antonio C. Yamashita (1964–1970)
- Pedro C. Sanchez (1970–1974)
- Antonio C. Yamashita (1974–1977)
- Rosa Roberto Carter (1977–1983)[6]
- Jose Q. Cruz (1983–1987)
- Wilfredo P. Leon Guerrero (1988–1993)
- John C. Salas (1993–1996)
- Jose T. Nededog (1996–2000)
- Harold L. Allen (2001–2008)
- Robert A. Underwood (2008–2018)
- Thomas W. Krise (2018–2023)[7]
- Anita Borja Enriquez (2023-in carica)[8]

## Corsi di studio
L'Università di Guam offre trentaquattro corsi di studi di primo livello e undici corsi di secondo livello:
- College of Liberal Arts and Social Sciences (CLASS)
  - Division of Humanistic Studies
  - Department of English and Applied Linguistics (D.E.A.L.)
  - Division of Social and Behavioral Sciences
  - Division of Communication and Fine Arts
- College of Natural and Applied Sciences (CNAS)
  - Department of Mathematics and Computer Science
  - Division of Natural Sciences
  - Division of Agriculture and Consumer Sciences
  - Army ROTC
- School of Business and Public Administration (SBPA)
  - Division of Business
  - Division of Public Administration
- School of Education (SOE)
  - Division of Foundations, Educational Research and Human Studies
  - Division of Teacher Education and Public Service
- School of Engineering
  - Civil Engineering Program
  - Pre-Engineering Program
- School of Health (SOH)
  - Health Sciences Program
  - Nursing Program
  - Social Work Program